# Ayame Misaki
Ayame Misaki é uma atriz japonesa nascida em 26 de abril de 1989 em Kobe, Japão.

## Carreira
Começou sua carreira em 2006, e venceu o prêmio especial no 29º Horipro Talent Scout Caravan em 2004.
Após ter feito Miki, em Cutie Honey: The Live, começou a fazer mais papéis de ação. Ela também trabalhou em tokusatsu, fazendo a personagem Escape em Tokumei Sentai Go-Busters.
Em 2017, fez o filme Hikari (Esplendor, no Brasil e em Portugal), que participou da competição pela Palma de Ouro no Festival de Cannes, acabou por vencer o prêmio ecumênico do júri no mesmo festival.
Em 2018, ela veio ao Brasil para participar da Anime Friends.
Em 2024, lançou o livro Glossy Eyes.

## Filmografia
Miki, em Cutie Honey: The Live
Saori Shibuki, em Alice in Borderland
Seta Tsukino, em no live action de City Hunter
Hiana, em Shingeki no Kyojin
Escape em Tokumei Sentai Go-Busters
Rui, em Kiri - Profissão: Assassino

Misako, em Esplendor